# یواس‌اس روانوک (آی‌دی-۱۶۹۵)
یواس‌اس روانوک (آی‌دی-۱۶۹۵) (به انگلیسی: USS Roanoke (ID-1695)) یک کشتی بود که طول آن ۴۰۵ فوت (۱۲۳ متر) بود. این کشتی در سال ۱۹۱۱ ساخته شد.